# Mistrzostwa Czterech Kontynentów w Łyżwiarstwie Szybkim 2024
4. Mistrzostwa Czterech Kontynentów w Łyżwiarstwie Szybkim – zawody w łyżwiarstwie szybkim, które odbyły się w dniach 19–21 stycznia 2024 r. w amerykańskim Salt Lake City w hali Utah Olympic Oval. Zgodnie z programem mistrzostw zorganizowano po siedem konkurencji dla kobiet i mężczyzn.

## Klasyfikacja medalowa
*   Gospodarz ( Stany Zjednoczone)
| Miejsce | Reprezentacja      | Złoto | Srebro | Brąz | Razem |
| ------- | ------------------ | ----- | ------ | ---- | ----- |
| 1       | Kanada             | 6     | 3      | 3    | 12    |
| 2       | Stany Zjednoczone* | 4     | 6      | 3    | 13    |
| 3       | Japonia            | 3     | 4      | 5    | 12    |
| 4       | Korea Południowa   | 1     | 0      | 3    | 4     |
| 5       | Kazachstan         | 0     | 1      | 0    | 1     |
| Razem   | Razem              | 14    | 14     | 14   | 42    |

## Medaliści i medalistki
| Konkurencja      | Złoto                                                                 | Srebro                                                           | Brąz                                                             |
| Kobiety          |                                                                       |                                                                  |                                                                  |
| 500 metrów       | Erin Jackson                                                          | Kimi Goetz                                                       | Kim Min-sun                                                      |
| 1000 metrów      | Miho Takagi                                                           | Kimi Goetz                                                       | Kim Min-sun                                                      |
| 1500 metrów      | Miho Takagi                                                           | Mia Manganello                                                   | Greta Myers                                                      |
| 3000 metrów      | Valérie Maltais                                                       | Isabelle Weidemann                                               | Mia Manganello                                                   |
| Bieg masowy      | Ivanie Blondin                                                        | Giorgia Birkeland                                                | Kyoko Nitta                                                      |
| Sprint drużynowy | Japonia · Kurumi Inagawa · Ayano Satō · Miho Takagi                   | Stany Zjednoczone · Brittany Bowe · Erin Jackson · Sarah Warren  | Kanada · Ivanie Blondin · Carolina Hiller · Maddison Pearman     |
| Bieg drużynowy   | Kanada · Ivanie Blondin · Valérie Maltais · Isabelle Weidemann        | Japonia · Momoka Horikawa · Sumire Kikuchi · Yuna Onodera        | Stany Zjednoczone · Giorgia Birkeland · Greta Myers · Anna Quinn |
| Mężczyźni        |                                                                       |                                                                  |                                                                  |
| 500 metrów       | Laurent Dubreuil                                                      | Wataru Morishige                                                 | Tatsuya Shinhama                                                 |
| 1000 metrów      | Jordan Stolz                                                          | Taiyo Nonomura                                                   | Tatsuya Shinhama                                                 |
| 1500 metrów      | Connor Howe                                                           | Emery Lehman                                                     | Ryota Kojima                                                     |
| 5000 metrów      | Casey Dawson                                                          | Graeme Fish                                                      | Ted-Jan Bloemen                                                  |
| Bieg masowy      | Chung Jae-won                                                         | Shomu Sasaki                                                     | Antoine Gélinas-Beaulieu                                         |
| Sprint drużynowy | Kanada · Laurent Dubreuil · Antoine Gélinas-Beaulieu · Anders Johnson | Kazachstan · Artur Galijew · Nikita Ważenin · Ałtaj Żärdembekuły | Korea Południowa · Cho Sang-hyeok · Kim Tae-yun · Yang Ho-jun    |
| Bieg drużynowy   | Stany Zjednoczone · Ethan Cepuran · Casey Dawson · Emery Lehman       | Kanada · Antoine Gélinas-Beaulieu · Connor Howe · Hayden Mayeur  | Japonia · Seitaro Ichinohe · Shomu Sasaki · Riku Tsuchiya        |